# Phytomyza rydeni
Phytomyza rydeni este o specie de muște din genul Phytomyza, familia Agromyzidae, descrisă de Erich Martin Hering în anul 1934. Conform Catalogue of Life specia Phytomyza rydeni nu are subspecii cunoscute.